# Curt Alfons Haniel
Curt Alfons Haniel (* 9. Mai 1884 in Mülheim an der Ruhr; † 29. Dezember 1914 in der Ferme La Bovelle bei Laon) war ein deutscher Geologe.
Er war der Sohn des Ingenieurs August Haniel (1852–1925) aus der Unternehmerfamilie Haniel und ging in Ruhrort und Düsseldorf auf das Realgymnasium. Nach dem Abitur 1904 studierte er an der Universität Heidelberg, der Universität Bonn und der Universität München, wo er sich unter August Rothpletz ganz der Geologie und speziell der Alpengeologie zuwandte. Er kartierte in den Allgäuer Alpen und wurde 1911 in München promoviert (Die geologischen Verhältnisse der Südabdachung des Allgäuer Hauptkamms und seiner südlichen Seitenäste vom Rauhgern bis zum Wilden). Danach nahm er an der zweiten geologischen Timor-Expedition von Johannes Wanner teil (wie auch sein Vetter, der Zoologe Curt Berthold Haniel) und bearbeitete dort das paläontologische Material der Cephalopoden aus dem Perm. Danach kartierte er weiter in den Allgäuer Alpen und veröffentlichte 1914 im Selbstverlag eine geologische Karte der Allgäuer und Lechtaler Alpen (1:25.000) nebst Führer durch die Allgäuer Alpen südlich Oberstdorf. 1913 nahm er am Internationalen Geologenkongress in Toronto teil. 1914 habilitierte er sich in Bonn bei Gustav Steinmann und wurde dort Privatdozent. Eine von ihm geplante zweite Reise nach Timor und Indonesien wurde durch den Ersten Weltkrieg verhindert, in der er als Kriegsfreiwilliger im Niederrheinischen Füsilier-Regiment Nr. 39 aus Düsseldorf in Frankreich diente. Er wurde Unteroffizier und erhielt das Eiserne Kreuz, fiel aber schon im Dezember 1914.